# Aphrophora alni
Aphrophora alni är en insektsart som först beskrevs av Carl Fredrik Fallén 1805.  Aphrophora alni ingår i släktet Aphrophora och familjen spottstritar. Arten är reproducerande i Sverige. Inga underarter finns listade i Catalogue of Life.

## Bildgalleri

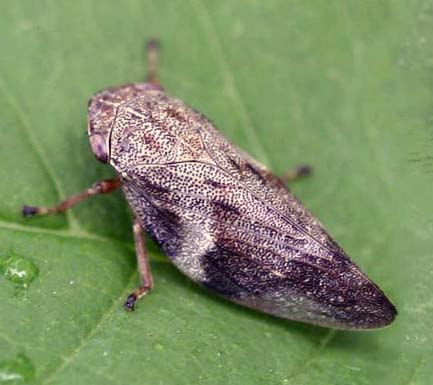
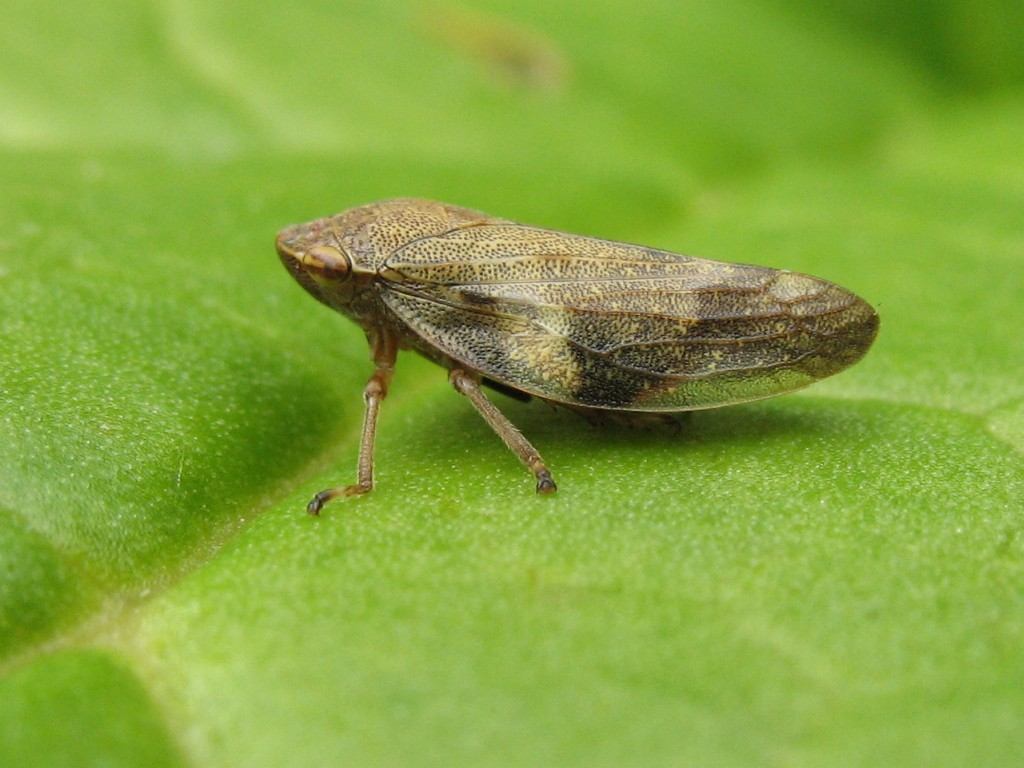
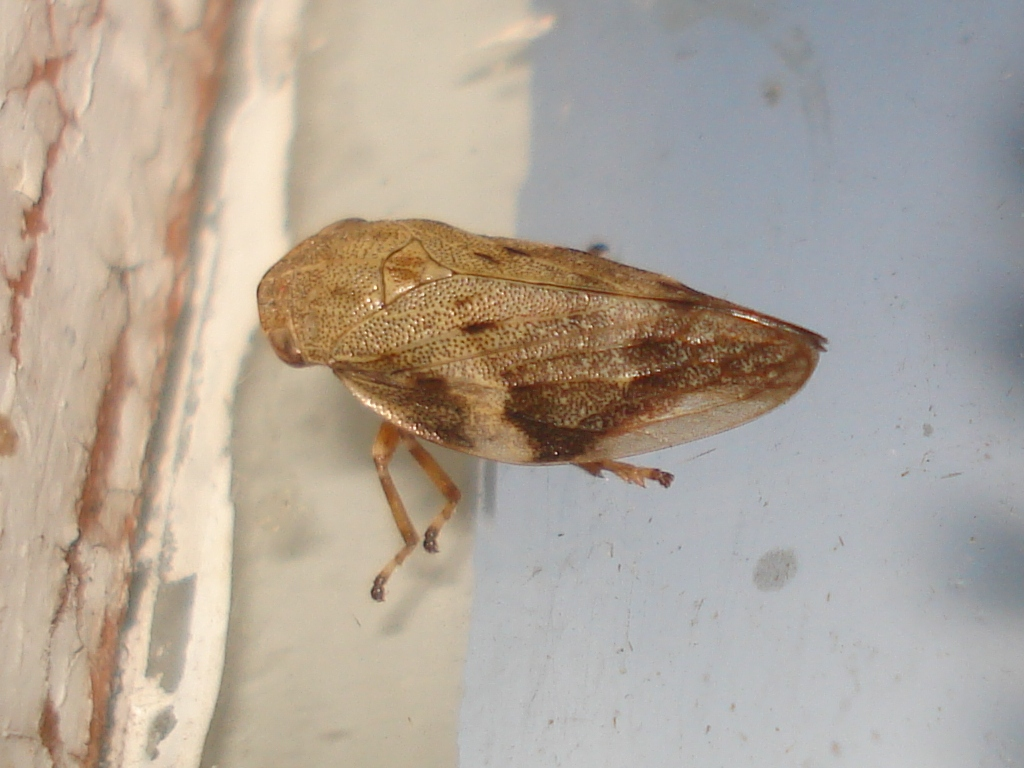
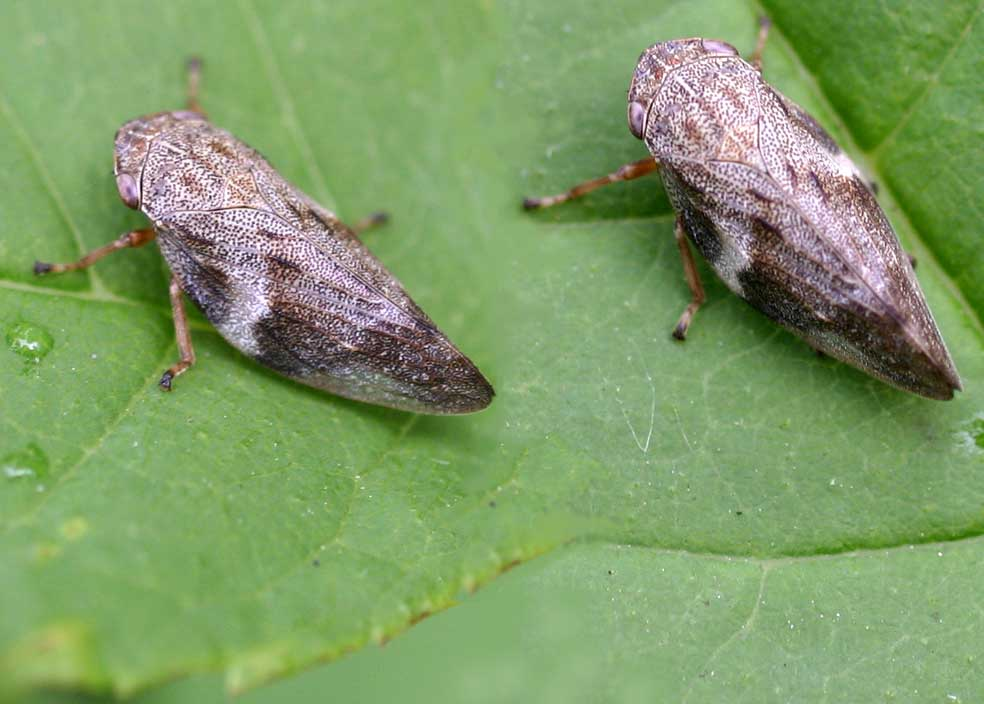
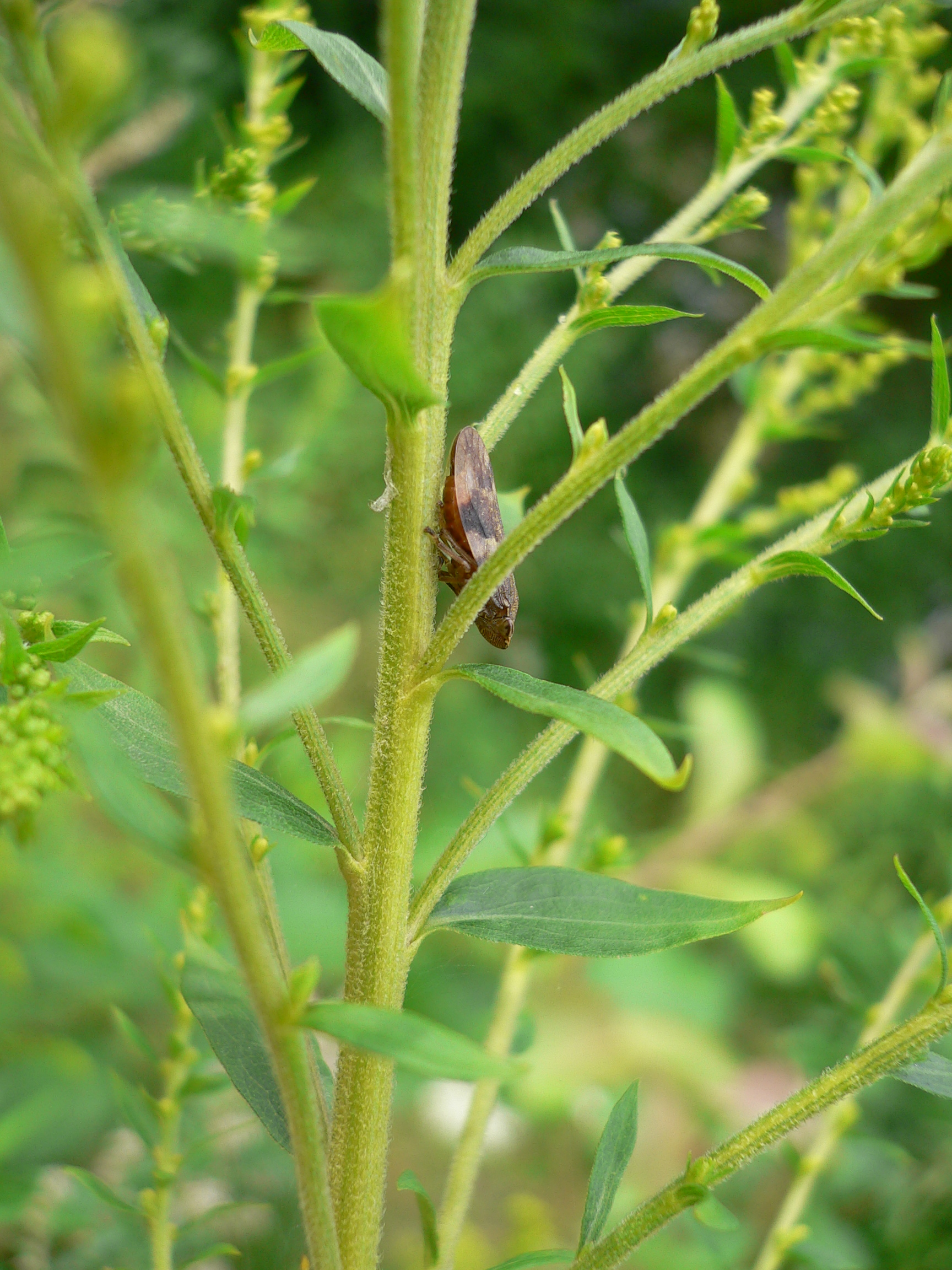
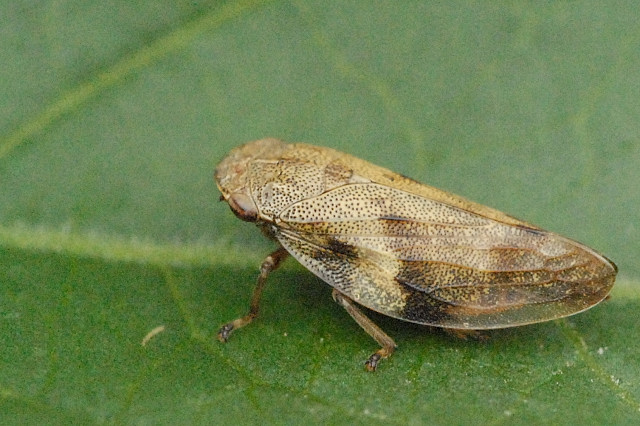